# Дюбо, Мишель Мари Жак
 Мише́ль Мари́ Жак Дюбо́ (фр. Michel Marie Jacques Dubost CIM, 15 апреля 1942 года, Сафи, Марокко) — французский прелат, член монашеской Конгрегации Иисуса и Марии. Титулярный епископ Эа и военный ординарий Франции с 9 августа 1989 по 15 апреля 2000. Епископ Эври-Корбей-Эсона с 15 апреля 2000 по 1 августа 2017. Апостольский администратор sede plena et ad nutum Sanctæ Sedis архиепархии Лиона с 24 июня 2019.

## Биография
Мишель Дюбо родился 15 апреля 1942 года в городе Сафи, Марокко. 25 мая 1967 года Мишель Дюбо был рукоположен в священника в монашеской Конгрегации Иисуса и Марии.
9 августа 1989 года Римский папа Иоанн Павел II назначил Мишеля Дюбо военным ординарием Франции и титулярным епископом Оэи. 8 сентября 1989 года в состоялось рукоположение Мишеля Дюбо в епископа, которое совершил епископ Кутанаса Жак Луи Фиэй в сослужении епископом Отёна Арманом Франсуа Ле Буржуа и титулярным епископом Репери Даниэлем-Жозе-Луи-Мари Пезерилем.
15 апреля 2000 года Римский папа Иоанн Павел II назначил Мишеля Дюбо епископом Эври-Корбей-Эсона.